# Семен Євнутович
Семен Євнутович (Іванович) (*д/н —бл. 1411) — політичний діяч Великого князівства Литовського. 

## Життєпис
Походив з династії Гедиміновичів. Був сином Євнута, великого князя Литовського. Про дату народження та його литовське ім'я нічого невідомо. У 1345 році разом з батьком намагався боротися проти Ольгерда та Кейстута, після чого Євнут і його син втекли до великого князівства Московського. Тут разом з батьком прийняв хрещення, ставши Семеном (Симеоном) на честь хрещеного великого князя Семена Гордого.
У 1347 році з батьком повернувся до Литви, де Євнут (в хрещенні Іван) отримав Заславське князівство на Мінщині. Невдовзі того ж року Семен отримав Свислоцьке князівство. Втім існує думка, що це князівство отримав Семен Наримунтович. На підтвердження цього низка дослідників посилаються на той, факт, що у 1387 році Свислоцьке князівство було повернуто під владу великого князя. А саме цього року Семен Наримунтович помер. З огляду на це Семен Євнутович був співволодарем Заславське князівства разом з братом Михайлом.
1349 року за дорученням великого князя Литовського Ольгерда разом з Коріатом Кейстутовичем до Джанібека, хана Золотої Орди, стосовно укладання союзу проти великого князівства Московського. Втім посольство було невдалим, хан наказа арештувати посланців й передати великому князю Московському. Останній 1350 або 1351 року відпустив Семена і Коріата до Литви.
Після цього тривалий час про діяльність Семена Євнутовича нічого невідомо. 1387 року з невідомих причин Ягайло відняв у Семена Євнутовича (можливо у Семена Наримунтовича після його смерті без нащадків) Свислоцьке князівство, яке передав братові Скиргайло. Можливо Семен Євнутович отримав якесь володіння навзаєм. Втім подальшому Семен брав участь у громадянській війні 1389—1392 років на боці Ягайла. У 1390 року взятий у полон Вітовтом і виданий Тевтонському ордену як заручник. Можливо між 1392 та 1395 роками отримує Свислоцьке князівство (тому в подальшому зветься як Свислоцький)
Брав участь у Великій війні 1409—1411 років проти Тевтонського ордену. У 1411 році в числі інших князів підписав мир з Орденом. Напевне невдовзі помер. Записаний у Києво-Печерському пом'янику з титулом великого князя. На думку українського дослідника Леонтія Войтовича, це може бути родинною пам'ятю про права його батька Євнута Гедиміновича.